# بوتانیلیکائین
بوتانیلیکائین (به انگلیسی: Butanilicaine)
رده درمانی: داروهای بیهوشی
اشکال دارویی: آمپول
بوتانیلیکائین با فرمول شیمیایی C۱۳H۱۹ClN۲O یک ترکیب شیمیایی از گروه آمیدها با شناسه پاب‌کم ۲۲۳۷۹ است. که جرم مولی آن ۲۵۴٫۷۵۵۷۶ g/mol می‌باشد. 